# フィーバーフラッシュ
フィーバーフラッシュは、1990年8月にSANKYOが発売した、カジノをモチーフにしたデザインが特徴のパチンコ機のシリーズ名。
フィーバーフラッシュⅠとフィーバーフラッシュSPの2機種がある。

## 概要
ドラム型のデジパチ。中央の横ラインと斜め2ラインの計3ラインが有効ラインとなっている。フィーバークラウンやフィーバーレクサスなど、SANKYOのドラム式デジパチは横3ラインと斜め2ラインの計5ラインが有効ラインとなっているものが主流だったが、当機種をはじめ、フィーバーインパルスⅠやフィーバースピリットⅠなど、1990年代より有効ラインが3本のものが登場した。
大当たり終了後は保留玉連荘がしやすくなっている。
フィーバーレクサスを代表とする、当機種以前の保留玉連荘仕様の一部機種には、「開店時に初回の回転から単発回しをすることで、連荘仕様により大当たり確率が上昇している状態で打つことができる」という攻略法が存在したが、当機種はどのような条件下でも平等に連荘するチャンスがある仕様に改良された。こうした仕様から「たそがれ連チャン機」と呼ばれ、単発打ちや消化待ちによる営業効率の低下に困っていたホール側と、夕方からしか打ちにいけない客側から歓迎された。
特定の条件下で自分だけ有利な立場に立つことができない「たそがれ連チャン機」時代の幕開け—『パチンコ必勝大図鑑』p52

## スペック
- フィーバーフラッシュⅠ
  - 賞球数 7&13
  - 大当たり最高継続 10R
  - 大当たり確率 1/247
- フィーバーフラッシュSP
  - 賞球数 7&15
  - 大当たり最高継続 16R
  - 大当たり確率 1/210

## 図柄
- フィーバーフラッシュⅠ
  - 赤7
  - 青7
  - BAR3種類（シングル、ダブル、トリプル）

- フィーバーフラッシュSP
  - 赤7
  - 青F
  - BAR
  - AAA
  - JAC

## 演出
フィーバーフラッシュⅠでは、リールの左が停止した時点で必ずいずれかの大当たり絵柄が1個以上出現する仕様が導入された。それ以前のドラム機は左が停止した時点でハズレ図柄が止まることがあり、当たる可能性があるのか完全にハズレなのかの判別がつき、打ち手の期待感が早い段階で削がれてしまっていた。
フィーバーフラッシュⅠとフィーバーフラッシュSPで以下のように保留連荘機能の仕様が異なる。
- フィーバーフラッシュⅠは大当たり終了時点での保留玉が、それぞれ10%の確率で連荘する。ただし、保留満タン時にスタートチャッカーに玉が入ると、メモリ上でそれ以前の保留を押し出し通常の確率に書き換えてしまう。この仕様はトコロテン方式と呼ばれ、大当たり終了後は保留消化が終わるまで打ち出しを停止するやり方が攻略法として存在している[2]。
- フィーバーフラッシュSPは大当たり終了後の1G目のみ大当たり確率が上昇する仕様になっている。保留連荘率は15%であり、フィーバーフラッシュⅠより回数が少なくなった分、確率が上がっている[5]。

## コンシューマ移植
- Victory-ZONEシリーズ(PlayStation用)
  - 『Victory-ZONE』(ソニー・コンピュータエンタテインメント、1995年3月31日発売、SCPS10002、JAN-4948872100021)に収録。

## サウンドトラック
- 『ザ・パチンコ・ミュージックフロム三共 Ⅲ』 キングレコード、1998年8月21日。KICA-1216。
  - BGMが収録されている。